# Рут Хаси
Рут Хаси (енгл. Ruth Hussey) је била америчка глумица, рођена 30. октобра 1911. године у Провиденсу, а преминула 19. априла 2005. године у Њубери Парку. Најпознатија је по улози Елизабет Имбри у филму Филаделфијска прича, за коју је номинована за Оскара као најбоља споредна глумица.

## Филмографија
- Филаделфијска прича (1940)